# Gunnar Bengtsson
Gunnar Bengtsson (Göteborg (Västergötland), 22 mei 1914 - Stenungsund (Bohuslän), 30 juli 1996) was een Zweedse auto- en rallycoureur. Hij stond vooral bekend om zijn deelname aan de 24 uur van Le Mans in 1959, zijn deelname aan touring car-kampioenschappen zoals de BSCC en STCC en deelname aan verschillende rally-evenementen.

## Carrière

### Als autocoureur
Bengtsson nam op 13 september 1953 voor het eerst deel aan de Skarpnäcksloppet op het circuit Skarpnäck waar hij als vijfde eindigde in een Allard K. Op 7 oktober 1955 nam hij deel aan de GP Sverige, dat op het circuit Kristianstad werd verreden, waarbij hij als vierde eindigde in zijn Alfa Romeo 1900. Op 4 september van dat jaar verreed hij de Stockholmsloppet op Skarpnäck waar hij vijfde werd. Op 25 september deed hij mee aan de vierde ronde van het German Sportscar Championship met de GP Berlin op het circuit AVUS waar hij als tweede eindigde in een Alfa Romeo Giulietta Sprint. Op 12 augustus 1956 nam Bengtsson opnieuw deel aan de GP Sverige, weer in een Alfa Romeo 1900, op het circuit Råbelövsbanan, en eindigde hij als tiende. Het jaar daarna nam hij op 11 augustus opnieuw deel aan de GP Sverige, ditmaal in een Osca MT4, en eindigde als zestiende. Op 2 mei 1959 nam Bengtsson deel aan de derde race van het British Saloon Car Championship van 1959 op Silverstone, waar hij als tweede eindigde in zijn klasse B Volvo 122 S. Op 21 juni 1959 deed hij samen met Sture Nottorp mee aan de 24 uur van Le Mans in 1959 in hun Saab 93, waar ze als twaalfde wisten te eindigen. Ook deed hij later mee aan het Svenska Mästerskapet för Standardvagnar (later de STCC).

### Als rallycoureur
Bengtsson deed in 1951 mee aan het de Svenska Rallyt till Midnattssolen samen met Sven Zetterberg in een klasse 1 Talbot-Lago T26GS waarmee ze op de eerste plek eindigde. Op 21 september 1958 deed hij mee met de Viking Rally waar hij als 24ste eindigde, samen met Niels Peder Elleman-Jacobsen in hun Volvo PV 444. In 1959 deed hij mee met de Rally van Monte Carlo van 1959 samen met Carl Lohmander in hun Volvo Amazon 122 S waarmee ze de zesde plek haalde. Hetzelfde jaar deed Bengtsson opnieuw mee met de Svenska Rallyt till Midnattssolen, maar ditmaal samen met Carl Lohmander in een Mercedes-Benz 220 SE waarmee ze de achtste plek behaalden. In 1960 deed hij mee aan de Gran Premio Int. Standard in een Volvo PV 544, maar gaf uiteindelijk de race op. In 1961 deed hij opnieuw mee aan Rally van Monte Carlo, dit keer van 1961, in een Volvo 122, samen met Sven Zetterberg, waarmee hij op de 29ste plek eindigde. Hij verreed de Rally van Monte Carlo in 1962 en 1964 opnieuw, ook weer in een Volvo 122. Ditmaal reed hij de rally samen met Bo Boesen naar een 131ste plaats in 1962 en in 1964 reed hij de rally met Gunnar Asplund naar een 48ste plaats.
Bengtsson overleed op 30 juli 1996 in Stenungsund op 82-jarige leeftijd.